# Amphiura lorioli
Amphiura lorioli is een slangster uit de familie Amphiuridae.
De wetenschappelijke naam van de soort werd in 1897 gepubliceerd door René Koehler.